# Challenger de Cali
El torneo Seguros Bolívar Open Cali es un torneo profesional de tenis disputado en pistas de polvo de ladrillo. Pertenece al ATP Challenger Tour. Se juega desde el año 2008 sobre tierra batida, en Cali, Colombia.

## Palmarés

### Individuales
| Año  | Campeón           | Finalista         | Resultado     |
| ---- | ----------------- | ----------------- | ------------- |
| 2017 | Federico Delbonis | Guilherme Clezar  | 7–6(10), 7–5  |
| 2016 | Darian King       | Víctor Estrella   | 5–7, 6–4, 7–5 |
| 2015 | Fernando Romboli  | Giovanni Lapentti | 4–6, 6–3, 6–2 |
| 2014 | Gonzalo Lama      | Marco Trungelliti | 6–3, 4–6, 6–3 |
| 2013 | Facundo Bagnis    | Facundo Argüello  | 2–6, 6–4, 6–3 |
| 2012 | João Souza        | Thiago Alves      | 6–2, 6–4      |
| 2011 | Alejandro Falla   | Eduardo Schwank   | 6–4, 6–3      |
| 2010 | Carlos Salamanca  | Júlio Silva       | 7–5, 3–6, 6–3 |
| 2009 | Alejandro Falla   | Horacio Zeballos  | 6–3, 6–4      |
| 2008 | Marcos Daniel     | Leonardo Mayer    | 6–2, Ret.     |

### Dobles
| Año  | Campeones                                   | Finalistas                          | Resultado        |
| ---- | ------------------------------------------- | ----------------------------------- | ---------------- |
| 2017 | Marcelo Arévalo Miguel Ángel Reyes-Varela   | Sergio Galdós Fabrício Neis         | 6–3, 6–4         |
| 2016 | Nicolás Jarry Hans Podlipnik                | Erik Crepaldi Daniel Dutra da Silva | 6–1, 7–6         |
| 2015 | Marcelo Demoliner Miguel Ángel Reyes-Varela | Emilio Gómez Roberto Maytín         | 6–1, 6–2         |
| 2014 | Facundo Bagnis Eduardo Schwank              | Nicolás Barrientos Eduardo Struvay  | 6–3, 6–3         |
| 2013 | Guido Andreozzi Eduardo Schwank             | Carlos Salamanca João Souza         | 6–2, 6–4         |
| 2012 | Juan Sebastián Cabal Robert Farah           | Marcelo Demoliner João Souza        | 6–3, 7–6(4)      |
| 2011 | Juan Sebastián Cabal Robert Farah           | Facundo Bagnis Eduardo Schwank      | 7–5, 6–2         |
| 2010 | Andre Begemann Martin Emmrich               | Gero Kretschmer Alex Satschko       | 6–4, 7–6(5)      |
| 2009 | Sebastián Prieto Horacio Zeballos           | Ricardo Hocevar João Souza          | 4–6, 6–3, [10–5] |
| 2008 | Juan Sebastián Cabal Alejandro Falla        | Brian Dabul Horacio Zeballos        | 7–6, 6–3         |